# Praecytherea sardii
Praecytherea
Genre
Espèce
Praecytherea est un genre fossile d'insectes diptères de la famille des Bombyliidae. Ce genre n'est représenté que par l'espèce fossile Praecytherea sardii.

## Classification
Le genre Praecytherea et l'espèce Praecytherea sardii sont décrits en 1937 par le paléontologue français Théobald (1903-1981),,. 

### Fossile
L'holotype MA 125 vient de la Collection de l'Institut de Géologie de Montpellier, collection constituée par Monsieur de Sardi.

### Étymologie
L'épithète spécifique sardii rend hommage à Monsieur de Sardi, collectionneur de l'Institut de géologie de Montpellier.

## Description

### Caractères
Cet insecte diptère est bien conservé. On relève dans la diagnose de Nicolas Théobald les points suivants  :
La tête est plus étroite que le thorax ; elle est de forme ovale ; les yeux sont à l'arrière de la tête, étirés vers le centre de celle-ci ; les antennes sont petites.
Le thorax est quadrangulaire, couvert de poils incurvés.
L'abdomen ovale est également couvert de poils.
Les pattes postérieures sont bien visibles, avec des cuisses fortes, des tibias cylindriques, portant trois rangées de cils ; les tarses ont cinq articles, le premier presque aussi long que l'ensemble des quatre autres de longueur décroissante, le dernier portant deux griffes aigües.
Pour les ailes, la description peut être suivie sur un dessin précis (Fig.5 de la page 169) :

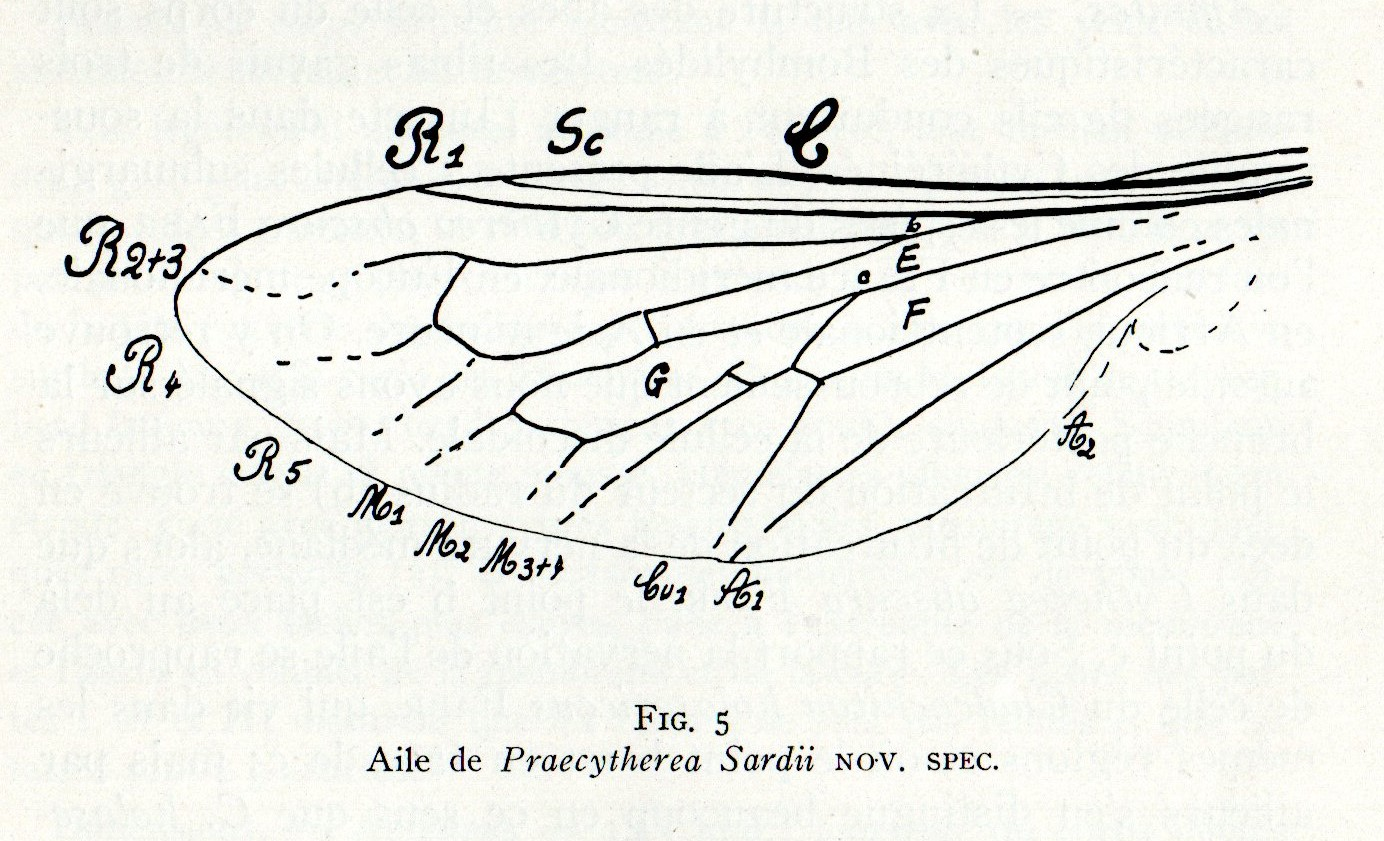
Praecytherea sardii Nicolas Théobald, 1937 - dessin de l'aile.

Les ailes sont grandes, dépassant l'abdomen, de teinte claire, avec des nervures brunes assez effacées dans la moitié extérieure. La nervure costale (C) s'étend jusqu'au sommet de l'aile ; la sous-costale (Sc) se termine dans C vers le tiers extérieur ; la radiale (R1) se termine un peu au-delà ; le secteur du radius, issu de R1 dès le tiers basal de l'aile se ramifie rapidement en deux branches, dont la branche antérieure s'incurve (R2) et se termine avant le sommet de l'aile, la branche postérieure se réunit à la branche antérieure après avoir émis deux nervures, R4 et R5 ; cette branche postérieure est reliée à la nervure médiane (M) par une petite nervure transversale (première nervure transverse ou anticus de Macquart), limitant ainsi une cellule basale antériure (E) assez longue. Le parcours des nervures R2+3, R4 et R5 est difficile à déceler sur l'échantillon. La nervure médiane se divise en trois branches limitant une cellule discoïdale (G) ayant sept côtés plus ou moins sinueux ; la partie postérieure de la cellule discoïdale présente un point d'inflexion assez net dans sa moitié antérieure ; la nervure médiane est reliée à la nervure cubitale Cu1 par une nervure transverse (deuxième nervure transverse ou posticus de Macquart) limitant une cellule basale postérieure (F) ; Cu1 se rapproche de la première anale A1 vers le bord de l'aile, sans la rejoindre.

### Dimensions
Longueur totale du corps : 15,5 mm. Tête L=2,5 mm ; l=4,5 mm. Thorax L=5 mm. Abdomen L=7 mm ; l=5,5 mm. Aile L=10 mm ;l=3,5 mm..

### Affinités
La structure des ailes et celle du corps sont caractéristiques des Bombylidés. Les tibias garnis de trois rangées de cils conduisent à ranger l'insecte dans la sous-famille des Cytheréinés.
L'aile présente trois cellules submarginales comme l'espèce Cytherea obscura Fabricius que l'on rencontre en France méridionale, en Europe méridionale, en Afrique septentrionale et en Asie mineure. On y retrouve aussi le point de rebroussement que nous avons signalé sur la branche postérieure de la cellule discoïdale. Mais par ailleurs, le point de bifurcation du secteur du radius (b) se trouve en deçà du point de bifurcation de la nervure médiane, alors que dans Cytherea obscura Fabricius, le point b est placé au delà du point c. Sous ce rapport, la nervation de l'aile se rapproche de celle du Chalcochiton holosericeus Fabricius qui vit dans les mêmes régions et où le point b est en face de c ; mais par ailleurs il s'en distingue beaucoup, en ce sens que Chalcochiton holosericeus ne possède pas de nervure transversale reliant R2+3 et R4.
L'insecte MA 125 semble correspondre à un genre nouveau de la sous-famille des Cythereinae, se plaçant au voisinage du genre Cytherea Fabricius.
Génotype : Praecytherea sardii des marnes oligocènes d'Aix, dédiée à monsieur de Sardi.

## Biologie
Les larves des Cytheréinés sont parasites des abeilles solitaires ou des coques ovigères de Locustidés.

### Publication originale
- [1937] Nicolas Théobald, Note complémentaire sur les insectes fossiles oligocènes des gypses d'Aix-en-Provence, Institut de Zoologie, rue Sainte-Catherine Nancy, coll. « Bulletin Mensuel de la Société des Sciences de Nancy / (Nlle. Série) N°6 », juin 1937, 157-178, 7 figures, 2 planches hors-texte. (ISSN 1155-1119, DOI 10.5281/ZENODO.24876, BM SSN Juin 1937)